# The Essential Judas Priest
A The Essential Judas Priest a brit Judas Priest 2006- ban megjelent válogatáslemeze. 2008- ban újra megjelent 3 CD-s változatban.

## Számlista
A dalokat   Rob Halford, K. K. Downing és Glenn Tipton írta.

### Disc 1
1. "Judas Rising" - 3:52
2. "Breaking the Law" - 2:35
3. "Hell Bent for Leather"- 2:40
4. "Diamonds & Rust" (Joan Baez) - 3:26
5. "Victim of Changes" (Al Atkins, Halford, Downing, Tipton) - 7:47
6. "Love Bites" - 4:47
7. "Heading Out to the Highway - 3:45
8. "Ram It Down" - 4:48
9. "Beyond the Realms of Death" (Halford, Les Binks) - 6:51
10. "You've Got Another Thing Comin'" - 5:09
11. "Jawbreaker" - 3:25
12. "A Touch of Evil" (Halford, Downing, Tipton, Chris Tsangarides) - 5:54
13. "Delivering the Goods" - 4:16
14. "United" - 3:35
15. "Turbo Lover (song)|Turbo Lover" - 5:33
16. "Painkiller" - 6:06
17. "Metal Gods" - 4:04

### Disc 2
1. "The Hellion" - 0:41
2. "Electric Eye (song)|Electric Eye" - 3:39
3. "Living After Midnight" - 3:30
4. "Freewheel Burning" - 4:42
5. "Exciter" (Halford, Tipton) - 5:33
6. "The Green Manalishi" (Peter Green) - 4:42
7. "Blood Red Skies" - 7:05
8. "Night Crawler" - 5:44
9. "Sinner" (Halford, Tipton) - 6:43
10. "Hot Rockin'" - 3:17
11. "The Sentinel" - 5:04
12. "Before the Dawn" - 3:23
13. "Hell Patrol" - 3:37
14. "The Ripper" (Tipton) - 2:50
15. "Screaming for Vengeance" - 4:43
16. "Out in the Cold" - 6:27
17. "Revolution" - 4:42

### Disc 3 (Limitált 2008-as kiadás)
1. "Dissident Aggressor"
2. "Better By You, Better Than Me"
3. "Grinder"
4. "Desert Plains"
5. "Riding on the Wind"
6. "Rock Hard Ride Free"
7. "All Guns Blazing"